# Buko Poso
Buko Poso is een bestuurslaag in het regentschap Mesuji van de provincie Lampung, Indonesië. Buko Poso telt 4361 inwoners (volkstelling 2010).